# Owczarek kataloński

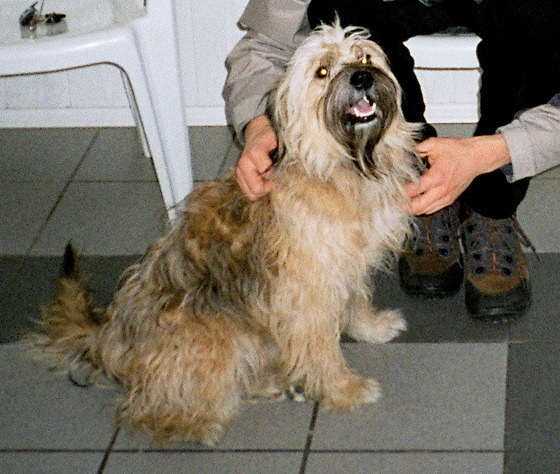
Roczna suka owczarka katalońskiego o płowym umaszczeniu

Owczarek kataloński – jedna z ras psów należących do psów pasterskich i zaganiających, zaklasyfikowana do sekcji psów pasterskich (owczarskich). Typ wilkowaty. Nie podlega  próbom pracy.

## Rys historyczny
Owczarek kataloński jest blisko spokrewniony z owczarkiem pirenejskim. W okolicach północnej Hiszpanii pełnił głównie funkcje pasterskie.
Rasa ta jest zróżnicowana w typie, w zależności z jakiego regionu Katalonii pochodzi. Wzorzec rasy opublikowano w roku 1929 na podstawie psa Taca i suki Iris. Pierwszy klub rasy powstał w roku 1981. Pierwsze owczarki katalońskie w Polsce pojawiły się około roku 2000.

## Wygląd

### Szata i umaszczenie
Wzorzec rasy opisuje umaszczenie jako "...że maść jest skutkiem pomieszania rozmaitych odcieni płowej, czerwonej, szarej, czarnej i białej. Podstawowe kolory jakie z tego powstają to:
- płowy od jasnego do ciemnego
- śniady powstały z mieszaniny włosów płowych, kasztanowych, białych i czarnych, w tonach od jasnego do ciemnego
- szary powstały z mieszaniny włosów czarnych, szarych i białych w odcieniu od srebrzystoszarego do czarnoszarego."

Włos jest długi czasem lekko falisty. 
Występuje odmiana Long-haired - długowłosa oraz Smooth-haired - krótkowłosa, bardzo rzadko spotykana. 

### Budowa
Sylwetka jest solidna, umięśniona o głowie z krótką kufą i prostym grzbietem nosa, który jest duży i ciemny. Oczy są wyraziste, kolor ciemnego bursztynu. Uszy wysoko osadzone, dosyć krótkie, zwisające. Ogon może być długi, krótki lub szczątkowy.

## Użytkowość
Współcześnie jest wykorzystywany, tak jak dawniej, czyli jako pies stróżująco-pasterski.

## Zachowanie i charakter
Owczarek kataloński jest psem zrównoważonym, żywym, wymagającym dostarczenia mu aktywnego zajęcia. Wytrzymałe w trudnych warunkach pogodowych. Silnie przywiązują się do członków rodziny.